# La via del guerriero
La via del guerriero è il primo EP del rapper italiano Shiva, pubblicato nel 2014.

## Descrizione
Il disco si compone di sei brani e tre bonus track e vanta le collaborazioni di Nerone, MRB e Hydran, mentre le produzioni sono affidate a Aly Armando, Biggie Paul, Lo Squalo e Slowbeatz.

## Tracce
1. La via del guerriero
2. Creature
3. Grammi (feat. Nerone)
4. Loto terreno
5. Come un samurai (feat. MRB)
6. Osiride
7. Il primo poeta ammazza poeti (Bonus Track)
8. Fino in fondo (feat. Hydran) (Bonus Track)
9. Ogni giorno (Bonus Track)

## Formazione
Musicisti
- Shiva – voce
- Nerone – voce aggiuntiva (traccia 3)
- MRB – voce aggiuntiva (traccia 5)
- Hydran – voce aggiuntiva (traccia 8)

Produzione
- Biggie Paul – produzione (tracce 1, 3 e 5)
- Aly Armando – produzione (traccia 2)
- Slow Beatz – produzione (traccia 4)
- Lo Squalo – produzione (traccia 6)